# Байконур
45°57′53″ пн. ш. 63°18′18″ сх. д. / 45.9648° пн. ш. 63.3051° сх. д.
Байкону́р — космодром у Казахстані, перший і найбільший у світі.
Збудований у СРСР 1955 року. Байконур — місце старту радянських ракет і космічних кораблів.
Початок експлуатації — травень 1955 року, коли з Байконура була запущена ракета Р-7. 1961 року запущений «Восток-1», пілотований Юрієм Гагаріним. У 1994 році орендований Росією у Казахстану до 2050 року.
Вночі 6 серпня 2019 року відбувся останній запуск ракети-носія «Протон-М» із російським військовим супутником на борту з «Байконура». Російське міністерство оборони вирішило перенести всі запуски ракет-носіїв до космодрому «Плєсєцк». Анонсував завершення використання «Байконура» начальник штабу, перший заступник командувача космічними військами ВКС Росії Ігор Морозов, ще в лютому 2019 року.

## Експлуатація

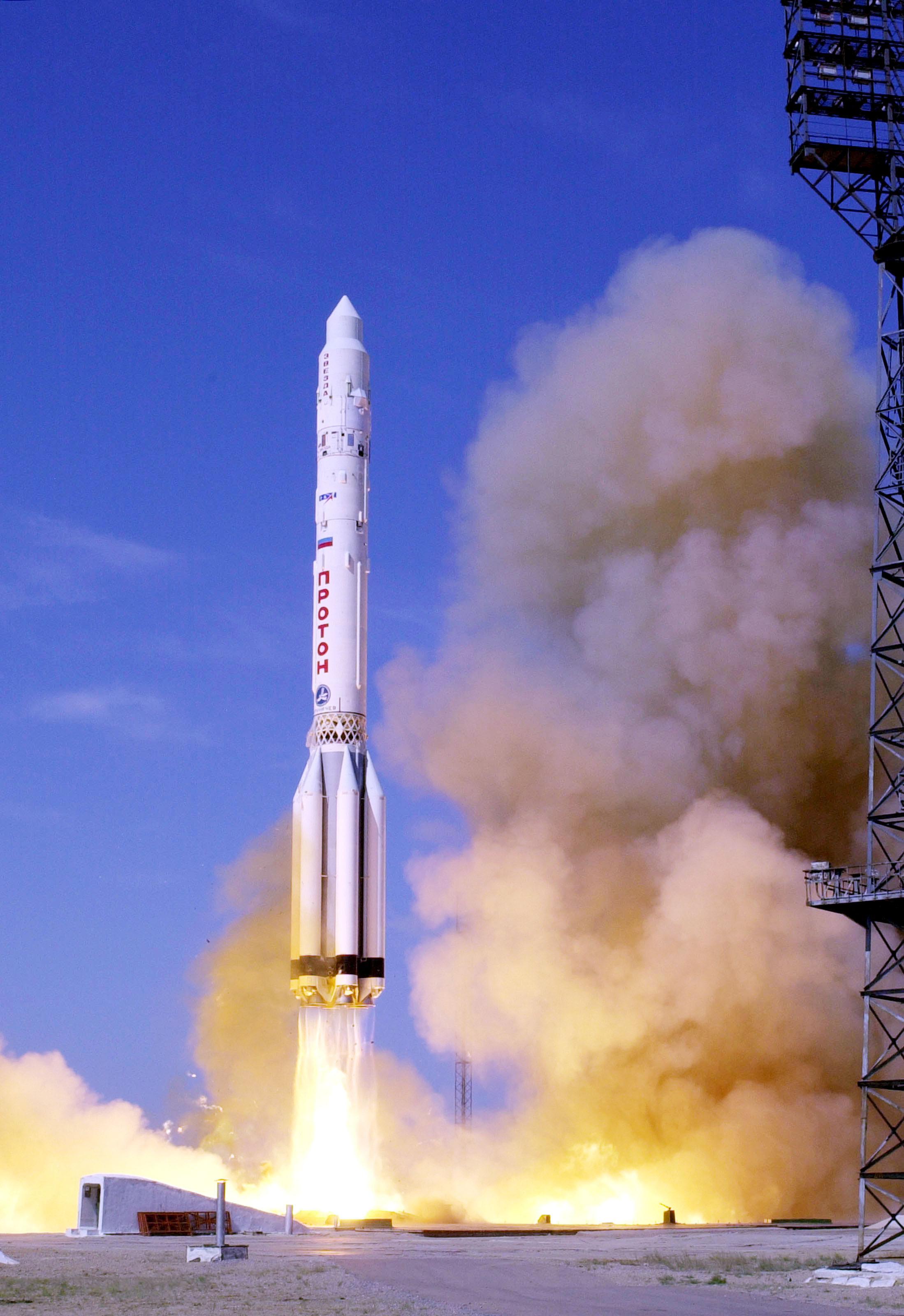
«Протон-К» виводить на орбіту модуль «Зірка» для МКС. Фото NASA

## Інфраструктура
- 9 типів стартових комплексів у складі 15 пускових установок для запусків ракет-носіїв;
- 4 пускові установки для випробувань міжконтинентальних балістичних ракет;
- 11 монтажно-випробувальних корпусів, в котрих розміщено 34 технічні комплекси для передстартової підготовки ракет-носіїв та космічних апаратів, а також 3 заправочно-нейтралізаційні станції для заправок космічних апаратів і розгінних блоків компонентами ракетних палив і зрідженими газами;
- Вимірювальний комплекс із сучасним інформаційно-обчислювальним центром для контролю та керуванням польотом ракет-носіїв, а також обробки телеметричної інформації;
- Киснево-азотний завод сумарною продуктивністю до 300 тонн кріогенних продуктів за добу;
- Теплоелектроцентраль на 60 МВт;
- Газотурбінний енергопотяг на 72 МВт;
- 600 трансформаторних підстанцій;
- 92 вузли зв'язку;
- Два аеродроми 1-го класу («Крайній» та «Ювілейний» на БТКС «Буран»);
- 470 км залізничних шляхів (спец.шляхів — 40 км);
- 1281 км автомобільних доріг;
- 6610 км ліній електропередач;
- 2784 км ліній зв'язку.

## Стартові комплекси
- СК РН Рокот. Пл. № 175
- СК РН типу Протон. Пл. № 200. ПУ № 39
- СК 17П32-6 РН типу Р-7. Пл. № 31. ПУ № 6
- СК РН типу Протон. Пл. № 81. ПУ № 23
- СК 11П877 РН Зеніт. Пл. № 45. ПУ № 1
- СК РН Циклон. Пл. № 90. ПУ № 20
- СК РН типу Протон. Пл. № 81. ПУ № 24
- СК 17П32-5 РН типу Р-7. Пл. № 1. ПУ № 5
- СК ракети РС-20. Пл. № 109

## Перспективи Байконура
До 2009 року російські військові залишили космодром Байконур і він переданий Роскосмосу. Залишилося лише кілька нечисленних військових частин, що сприяють запускам супутників оборонного призначення. Росія вважає для себе перспективним перенесення пілотованих пусків на новий російський космодром «Восточний» в Амурській області (після 2018 року). Таким чином, у 2020—2040 роках з Байконура запускатимуться автоматичні космічні апарати (ракети-носії «Союз-2», «Зеніт», «Байтерек»). Казахстан у наш час[коли?] опрацьовує питання самостійної експлуатації Байконура після остаточного перенесення стартів в Амурську область і припинення оренди космодрому Байконур Російською Федерацією (на період після 2050).
З Францією підписано угоду про співпрацю у сфері дослідження та використання космічного простору в мирних цілях, а також угоду про умови створення і використання космічної системи дистанційного зондування Землі та будівництва в Астані складально-випробувального комплексу космічних апаратів (супутників).